# 曇曜
曇曜（どんよう、生没年不詳）は、中国の南北朝時代北魏第3代太武帝の廃仏より復興した仏教教団の中心人物となった僧。

## 経歴
曇曜の詳細な伝記は残されていないが、『魏書』中の仏教・道教関係の事柄を記した「釈老志」の記述によれば、元は涼州（甘粛省）の僧であったという。仏教復興後、彼は師賢の後を継いで、2代目の沙門統となった。文成帝の和平元年（460年）のことであったという。
その後、献文帝から孝文帝の太和年間（477年 - 499年）に至るまで、30年以上にわたり3代の皇帝に仕えてその職にあった。
曇曜の業績として一番に挙げられるのは、雲崗に石窟寺院を造営したことである。中でも、曇曜五窟と称せられる5体の大仏は、北魏仏教の性格を端的に表すものとして著名である。その、第16窟より第20窟に至る石窟に彫られた大仏は、それぞれ、北魏の太祖道武帝・2代明元帝・3代太武帝・4代南安王・5代文成帝の5代の皇帝の姿に似せて彫らせたものであると言われている。これは、「皇帝即如来」とまで言う北朝仏教の考え方を造形化したものである。
また曇曜は、僧祇戸・仏図戸を創設して復仏事業の財政基盤を確立した。